# Clinton (Illinois)
Clinton je grad u američkoj saveznoj državi Ilinois. Prema popisu stanovništva iz 2010. u njemu je živjelo 7.225 stanovnika.